# Rupert Biete Verdés
Rupert Biete Verdés   (Barcelona, 11 de febrer de 1906 - Oviedo, 25 de març de 1929) va ser un boxejador català que va competir durant la dècada de 1920.
El 1924 va prendre part en els Jocs Olímpics de París, on quedà eliminat en quarts de final de la categoria del pes mosca per l'italià Rinaldo Castellenghi.